# Rolls-Royce Phantom (2003)
Rolls-Royce Phantom – samochód osobowy klasy ultraluksusowej produkowany pod brytyjską marką Rolls-Royce od 2003 roku. Od 2017 roku produkowana jest druga generacja modelu

## Pierwsza generacja

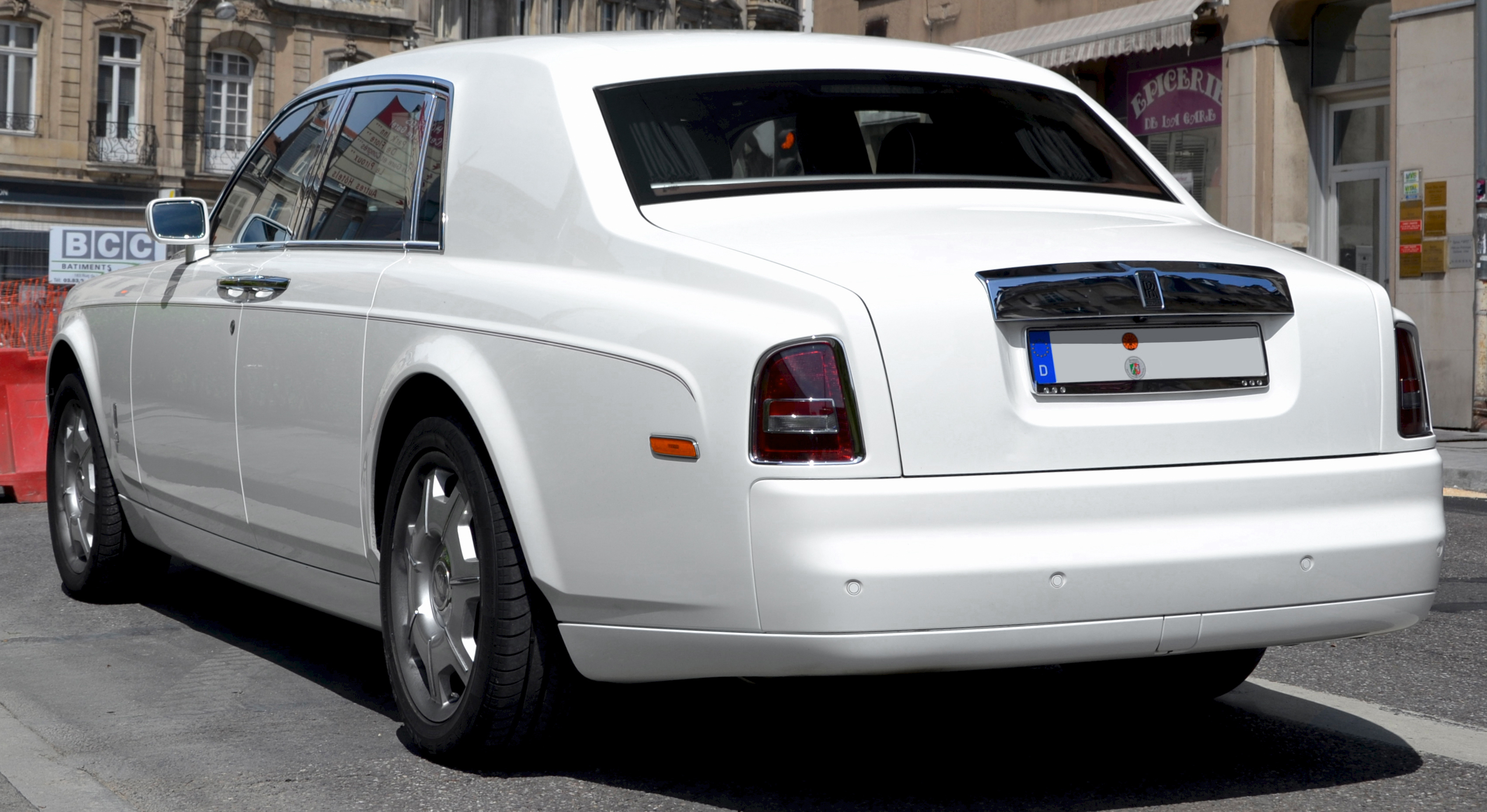
Rolls-Royce Phantom I – tył

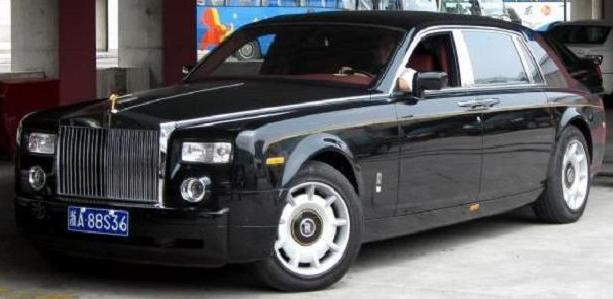
Rolls-Royce Phantom I EWB

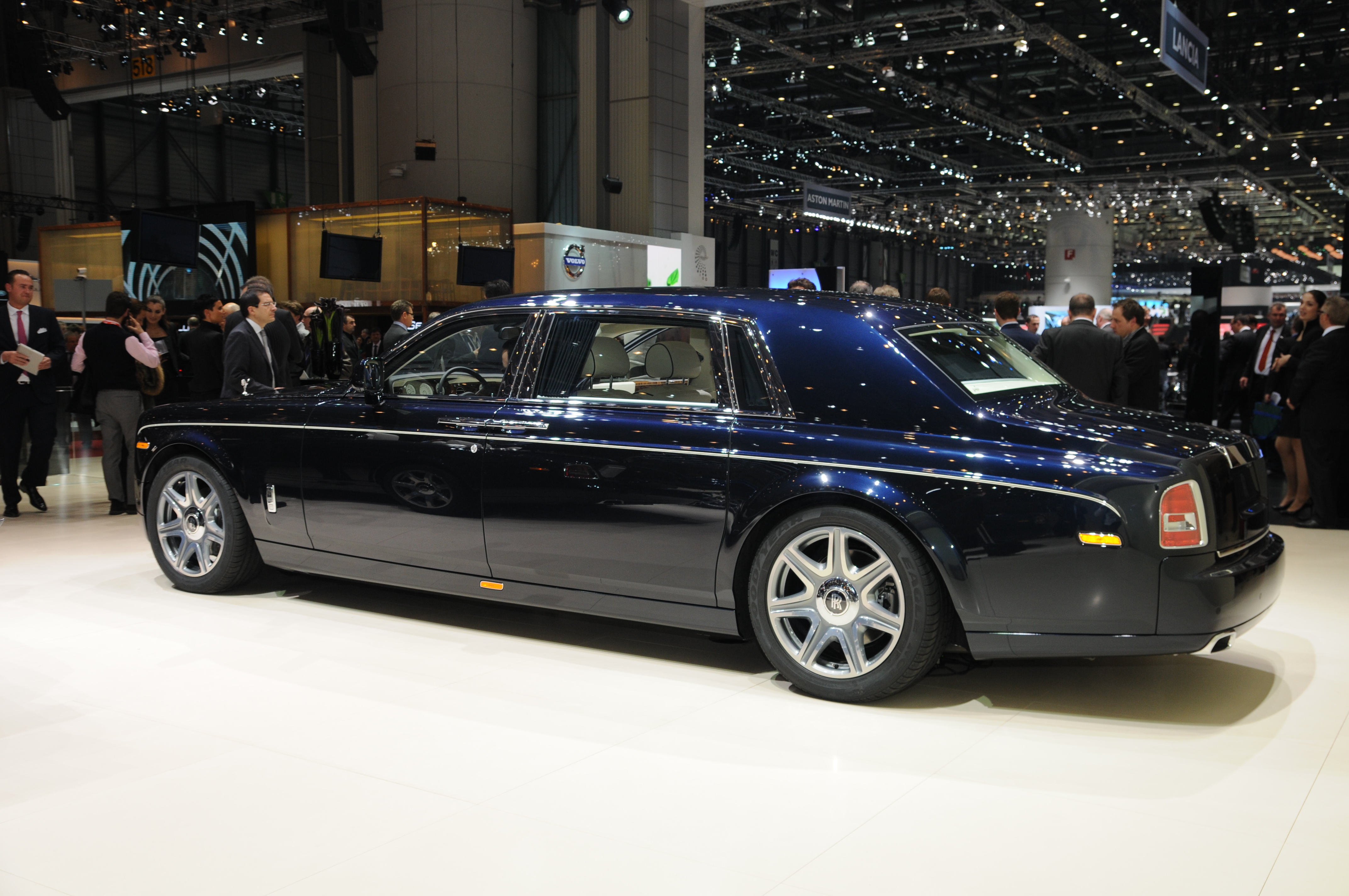
Rolls-Royce Phantom I EWB – tył

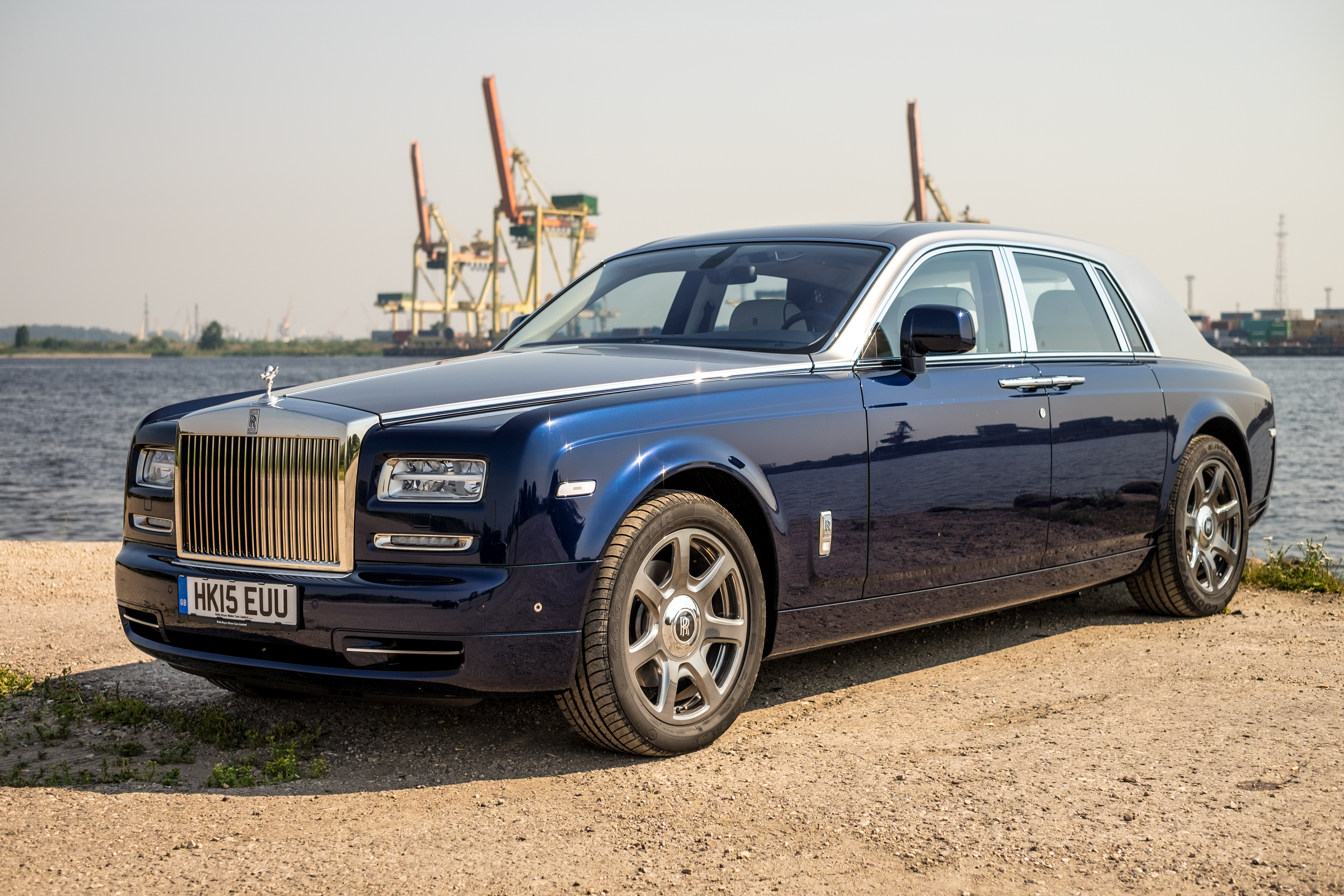
Rolls-Royce Phantom I po liftingu

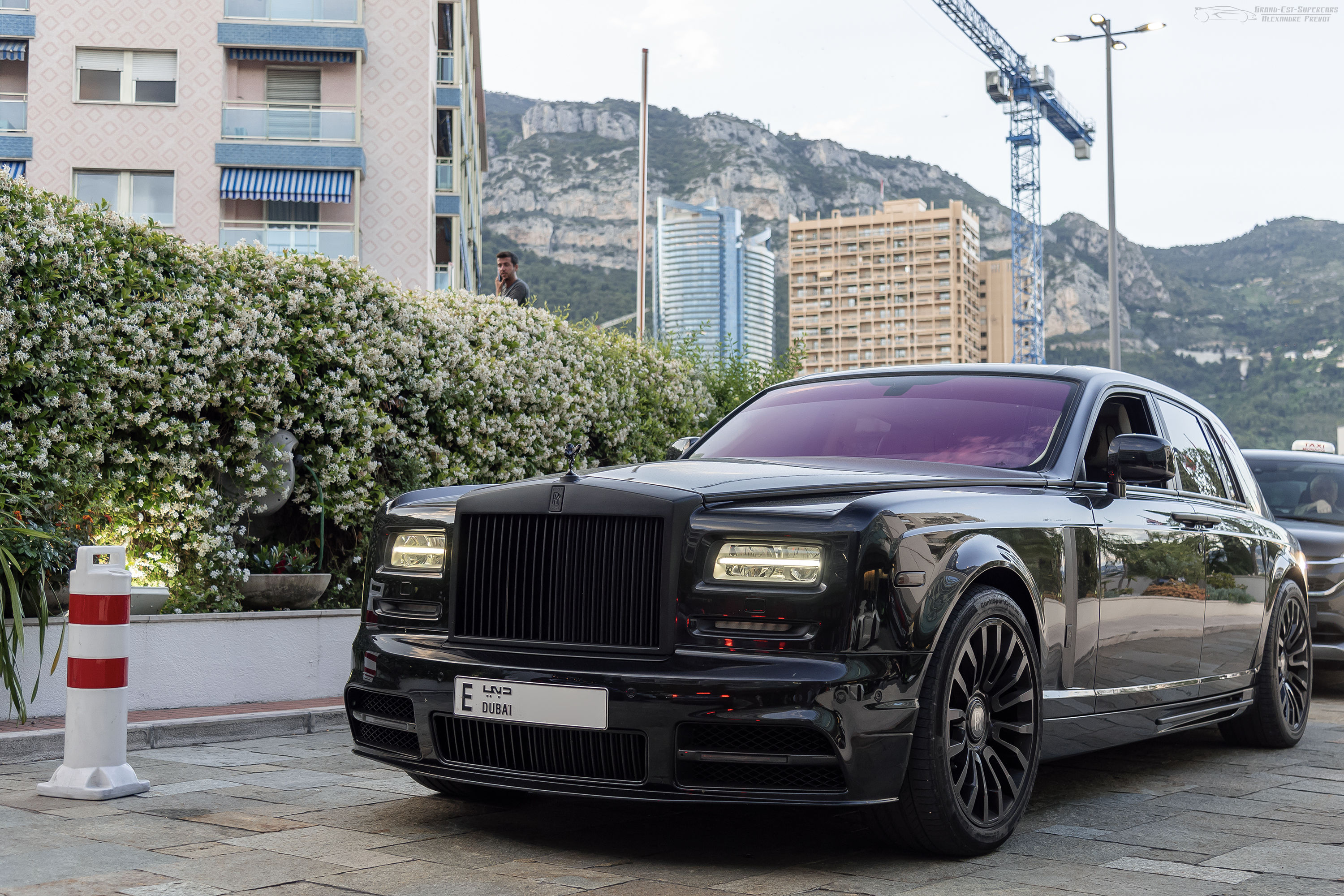
Rolls-Royce Phantom I Mansory

Rolls-Royce Phantom I został zaprezentowany po raz pierwszy w 2003 roku.
Pierwszy współczesny Phantom przywrócił do użytku tę nazwę po 13-letniej przerwie po tym, jak w latach 1925–1990 nosiła ją małoseryjna seria ultraluksusowych limuzyn brytyjskiej konstrukcji. Samochód powstał jako pierwszy nowy model Rolls-Royce'a po przejęciu przez BMW w 1998 roku, podczas którego opracowywania udział brali konstruktorzy niemieckiej firmy, a we wdrożenie do produkcji zainwestowano 100 milionów dolarów. Nowy Phantom zastąpił w gamie mniejszy model Silver Seraph pochodzący jeszcze z czasów współpracy z Bentleyem.
Za projekt stylistyczny Rolls-Royce'a Phantoma odpowiedzialny był zespół projektantów pod kierownictwem serbskiego stylisty, Marka Đorđevicia. Samochód utrzymano w estetyce łączącej nowoczesne formy z nawiązaniem do klasycznych modeli brytyjskiej firmy z drugiej połowy XX wieku. Pionowo ścięty, masywny pas przedni przyozdobiła duża chromowana atrapa chłodnicy, a także dwurzędowe reflektory tworzone przez prostokątne oraz okrągłe klosze. Łagodnie opadająca linia nadwozia płynnie przebiegała przez masywne nadkola i podłużny tył. Charakterystycznym rozwiązaniem stały się otwierane pod wiatr tylne drzwi, a także nietypowe zabiegi wobec umiejscowienia loga firmowego. Główna figurka „Spirit of Ecstasy” umieszczona była na krawędzi atrapy chłodnicy, chowając się na życzenie kierowcy i posiadając specjalny system antykradzieżowy.
Luksusowo zaaranżowana kabina pasażerska oferowała rozbudowane wyposażenie z zakresu komfortu jazdy głównie dla pasażerów tylnej kanapy, która mogła przyjąć formę jednolitego siedziska lub dwóch odrębnych siedzisk z rozbudowanym podłokietnikiem umieszczonym między nimi. Te wyposażono w elektryczną regulację oraz funkcję masażu, na oparciach przednich foteli montując 6,5 calowe ekrany obsługujące system audio, telewizję, system DVD oraz dołączone do samochodu zestawy słuchawek.
Proces produkcji opierał się na współpracy trzech fabryk. Pracownicy z niemieckiego Unterholerau i Dingolfing ręcznie spawali karoserię z pięciuset elementów stalowych i aluminiowych, a brytyjskie Goodwood zabezpieczało ją pięcioma warstwami lakieru, podkładem, kolorem i „lakierem fortepianowym”. Był to jedyny etap produkcji, w którym udział brały maszyny. Następnie przystępowano do etapu polegającego na montażu części, które są każdorazowo precyzyjnie dopasowywane. Klient miał możliwość dobierać wszystkie materiały wykończeniowe na życzenie, na czele z różnymi gatunkami drewna lub skóry. Łączny proces produkcji jednego egzemplarza zajmował ok. 450 godzin.
Do napędu współczesnego Phantoma użyto benzynowego silnika V12 o pojemności 6,75 litra, 48 zaworach i bezpośrednim wtrysku typu DOHC. Jednostka o mocy 453 KM przenosiła moc na koła tylne poprzez 6-biegową automatyczną skrzynię biegów konstrukcji niemieckiej firmy ZF. Samochód ważący niemal 2,5 tony rozpędza się do 100 km/h w 5,7 sekundy, osiągając maksymalną prędkość 210 km/h.

### Lifting
Podczas międzynarodowych targów samochodowych Geneva Motor Show w marcu 2012 roku przedstawiona została kompleksowo zmodernizowana odmiana Phantoma, która odtąd nosiła przydomek Series II. Zmiany skoncentrowały się głównie na przeprojektowanym pasie przednim, który zyskał m.in. nowy wzór reflektorów wykonanych odtąd w technologii full LED. Główne reflektory stały się większe, z kolei drugi rząd zamiast kształtu okrągłego zyskał formę prostokątnych pasków. Jednostka napędowa została przeprojektowana pod kątem niższego zużycia paliwa i mniejszej emisji szkodliwych substancji, z kolei w kabinie pasażerskiej wygospodarowano przestrzeń na większy, 8-calowy ekran systemu multimedialnego obsługujący m.in. system map satelitarnych w technologii 3D.

### Warianty

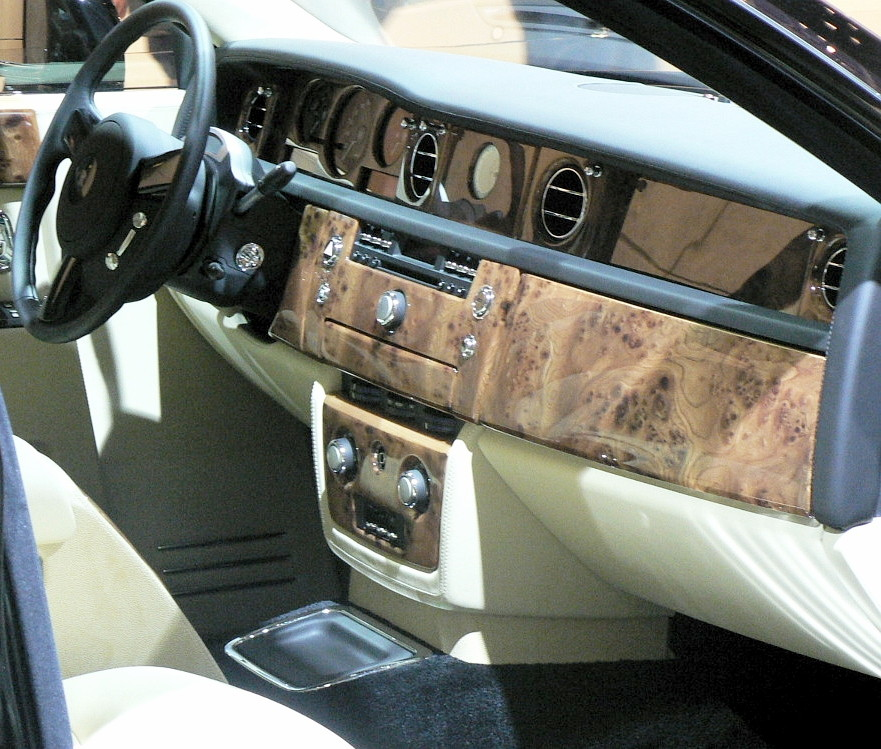
Rolls-Royce Phantom I – kokpit

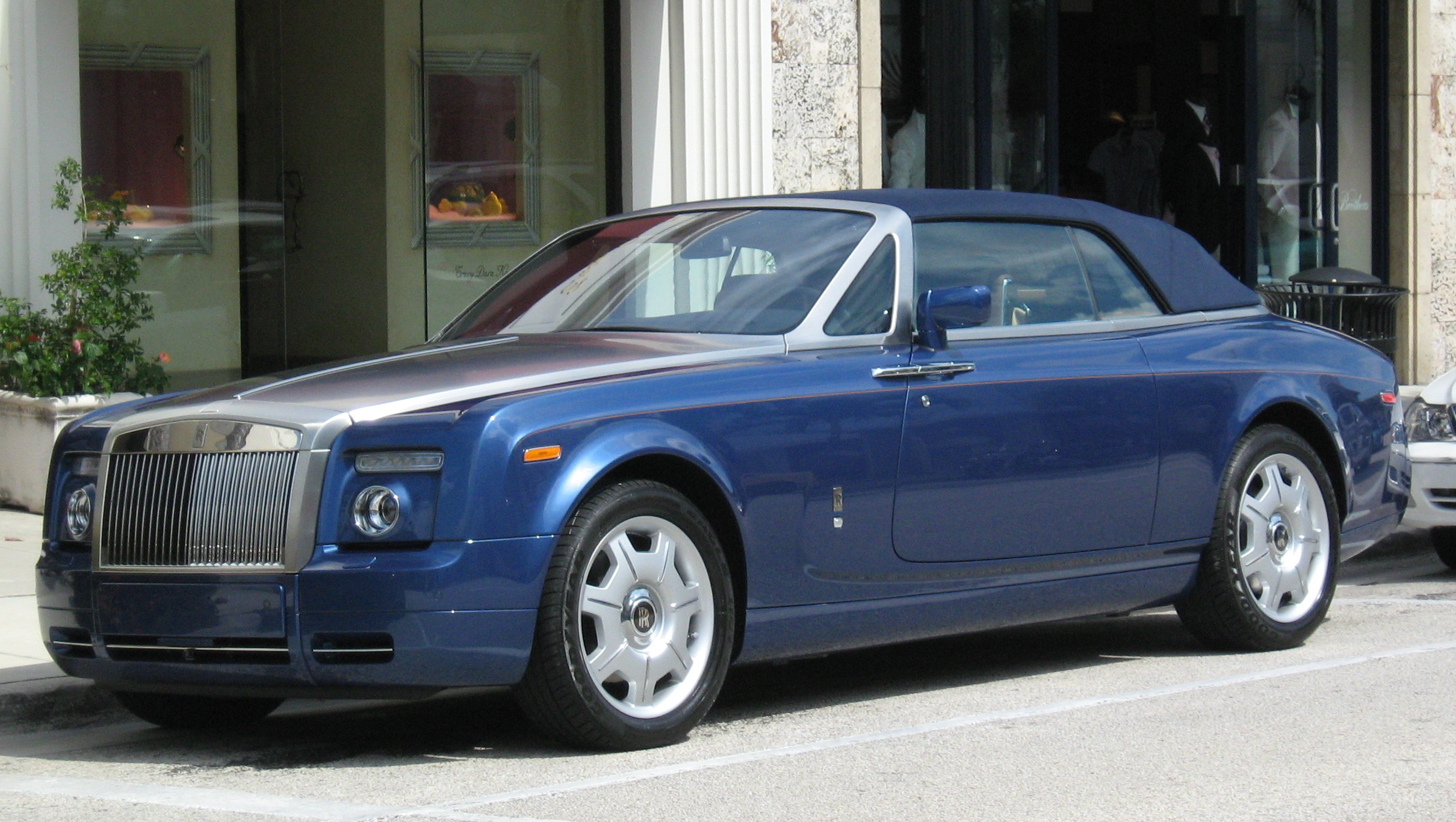
Rolls-Royce Phantom VII Drophead Coupe

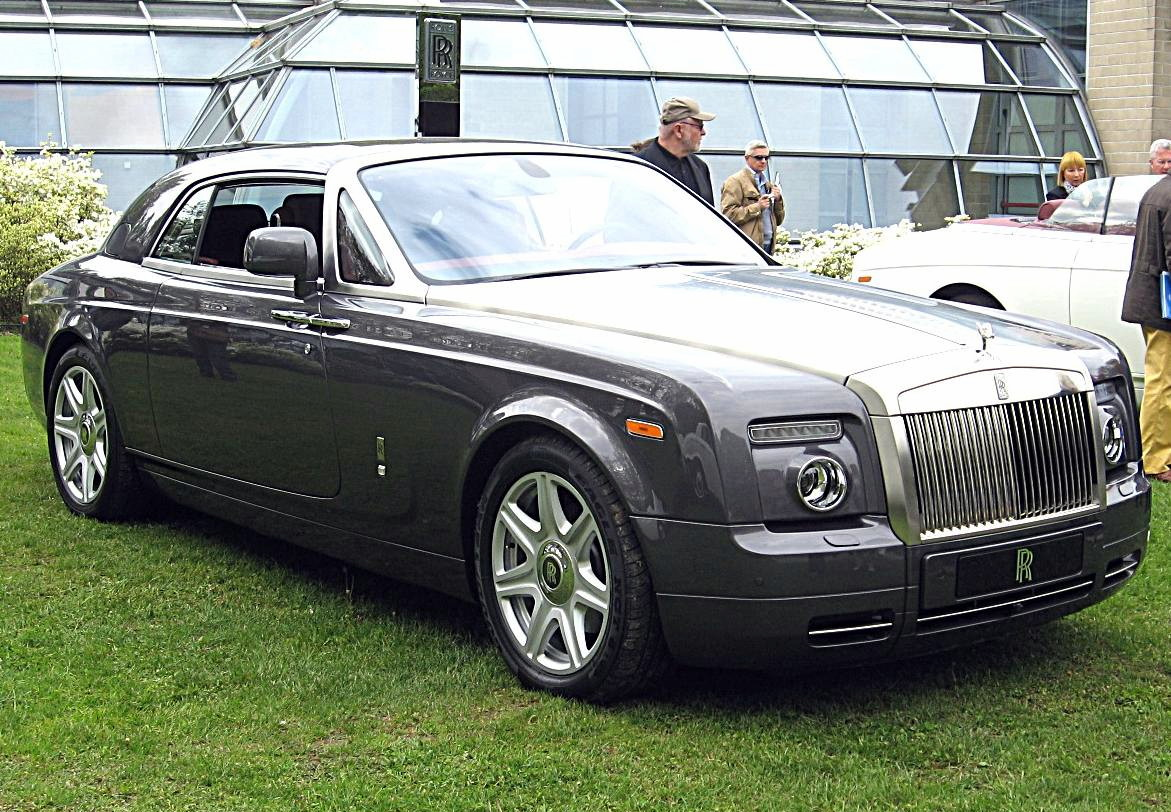
Rolls-Royce Phantom VII Coupe

Przez pierwsze 2 lata produkcji Rolls-Royce Phantom był oferowany tylko w jednym wariancie nadwoziowym, co zmianie uległo w marcu 2005 podczas targów Geneva Motor Show. Wówczas przedstawiona została wydłużona odmiana Phantom EWB, która charakteryzowała się większym o 250 milimetrów rozstawem osi przekładającym się na obszerniejszą przestrzeń w tylnym rzędzie siedzeń i nadwoziem o długości przekraczającej 6 metrów. W drugiej połowie dekady przedstawione zostały odmiany dwudrzwiowe o innej stylizacji pasa przedniego i charakterystycznemu systemowi otwierania przednich drzwi. Najpierw pod koniec 2006 roku zaprezentowany został kabriolet Rolls-Royce Phantom Drophead Coupé, a w marcu 2008 zadebiutowało coupé o nazwie Rolls-Royce Phantom Coupé.

### 102EX
W marcu 2011 r. Rolls-Royce zaprezentował prototypową, całkowicie elektryczną odmianę Phantoma nazwaną 102EX. Samochód wyposażony został w dwa silniki elektryczne oraz pakiet akumulatorów litowo-jonowych, który pozwalał przejechać na jednym ładowaniu dystans około 200 kilometrów. Energię można uzupełnić zarówno z instalacji trójfazowej jak i bezstykowo na specjalnym stanowisku. Pod kątem wizualnym samochód nie odróżniał się od wariantu spalinowego i nie trafił do produkcji seryjnej, będąc pierwszym eksperymentem brytyjskiej firmy z napędem elektrycznym przed debiutem produkcyjnego Spectre 11 lat później.

### Sprzedaż
Pierwszy współczesny Rolls-Royce był samochodem małoseryjnym, który produkowany był ręcznie w zakładach w brytyjskim Goodwood na specjalne zamówienie klientów. Nabywcy posiadali rozbudowaną listę możliwości konfiguracji każdego egzemplarza spośród m.in. 44 tysięcy różnych typów lakieru, czyniąc pojedynczą specyfikację unikatową i niepowtarzalną. W momencie debiutu rynkowego w marcu 2003 roku, Phantom był jednym z najdroższych nowych samochodów na rynku, z cenami za podstawowy egzemplarz: 214 500 funtów w Wielkiej Brytanii, 320 000 euro w krajach Unii Europejskiej czy 320 000 dolarów w Stanach Zjednoczonych. Samochód wytwarzano łącznie przez 14 lat, kończąc produkcję ostatnich egzemplarzy w styczniu 2017 roku tuż przed premierą zupełnie nowej, kolejnej generacji.

### Silnik
- V12 6,75 l DOHC 460 KM

## Druga generacja

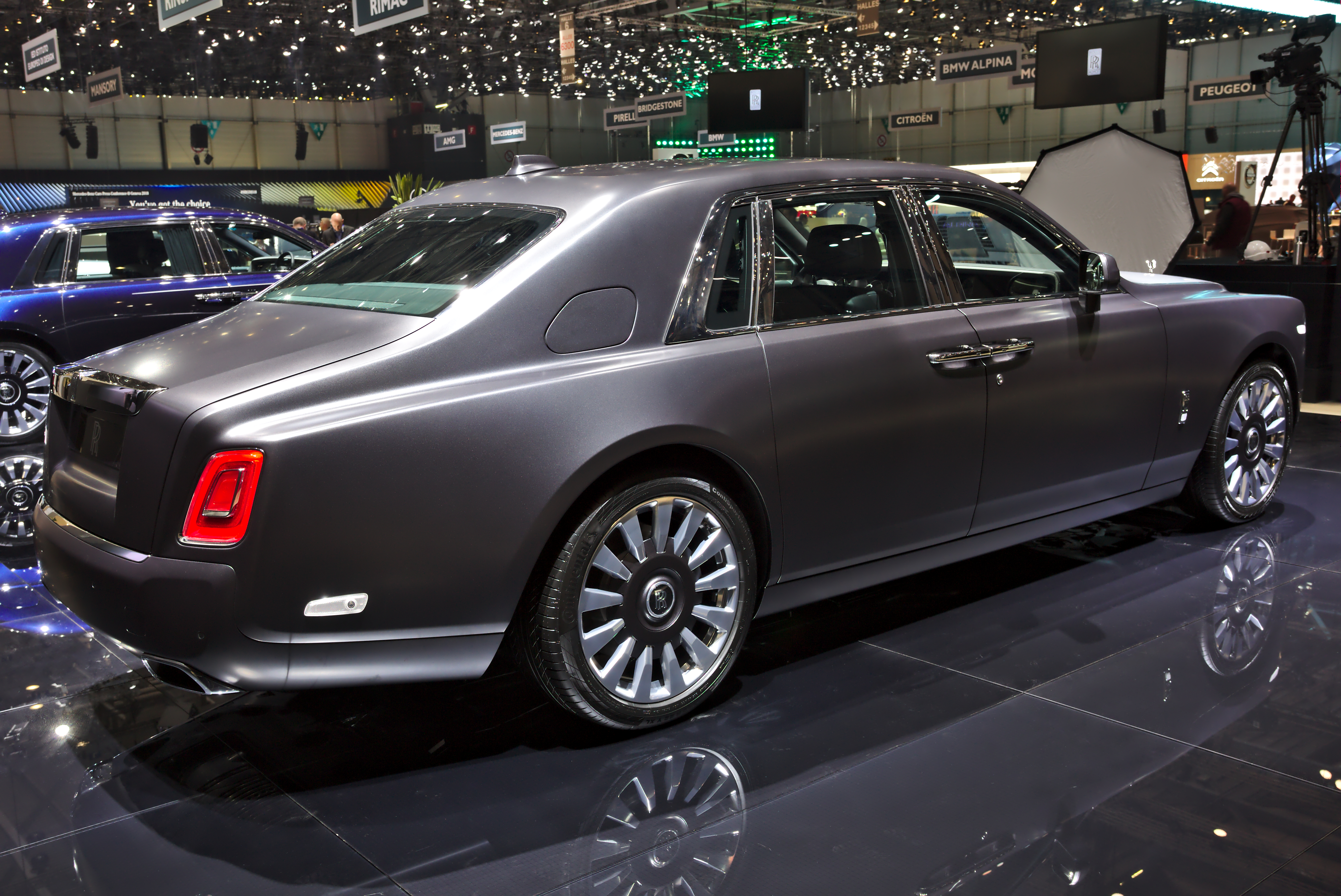
Rolls-Royce Phantom II – tył

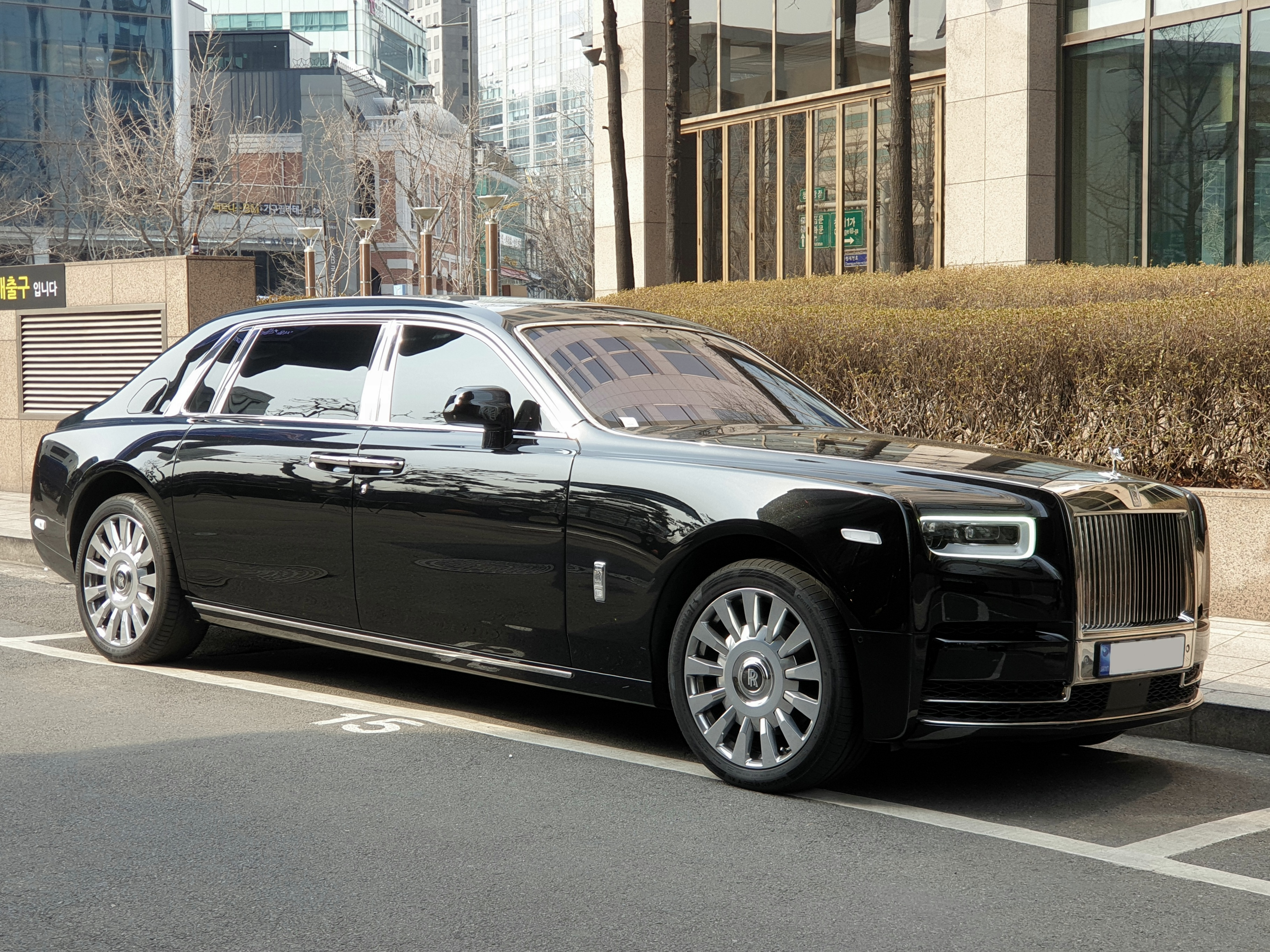
Rolls-Royce Phantom II EWB

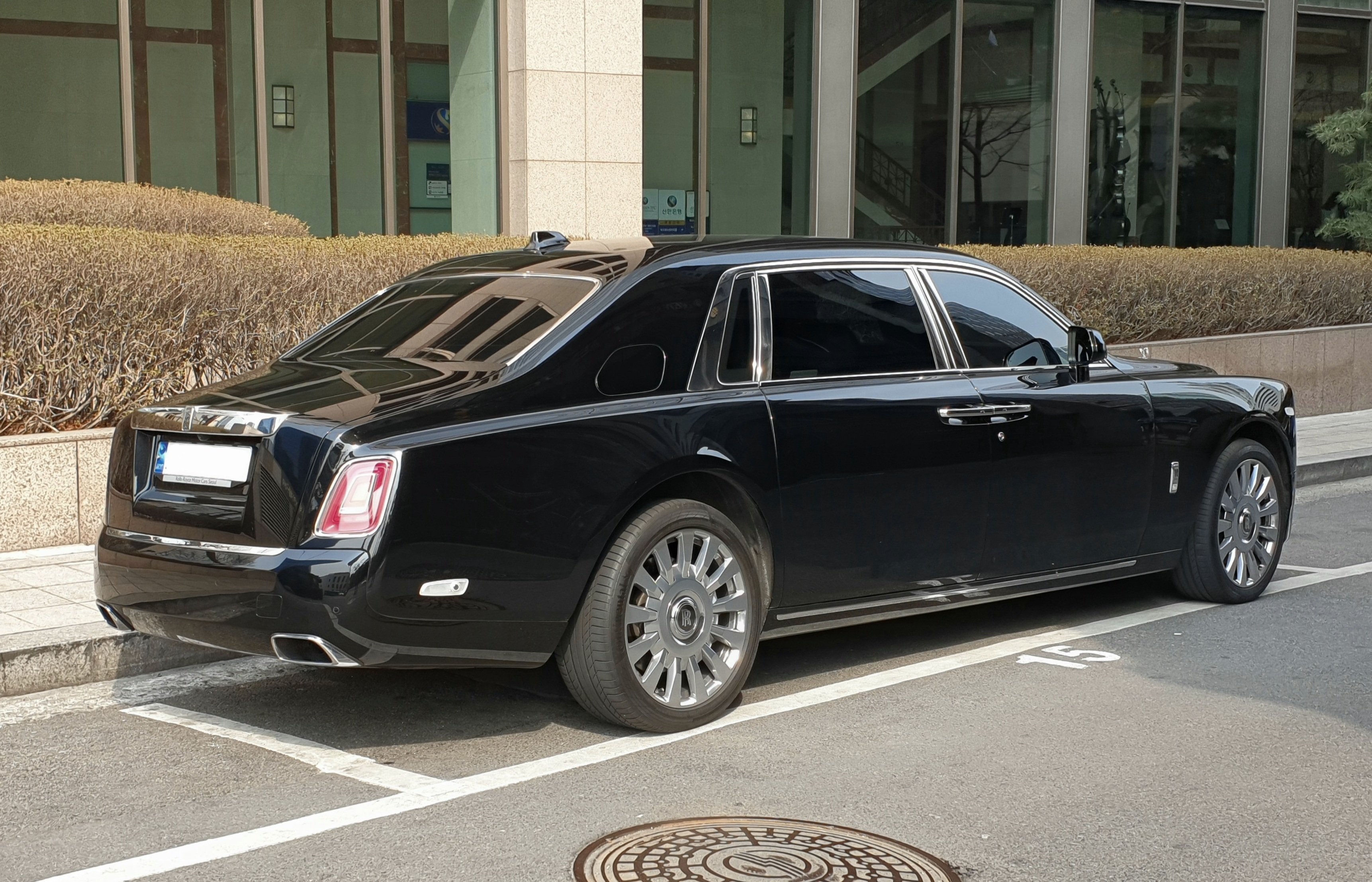
Rolls-Royce Phantom II EWB – tył

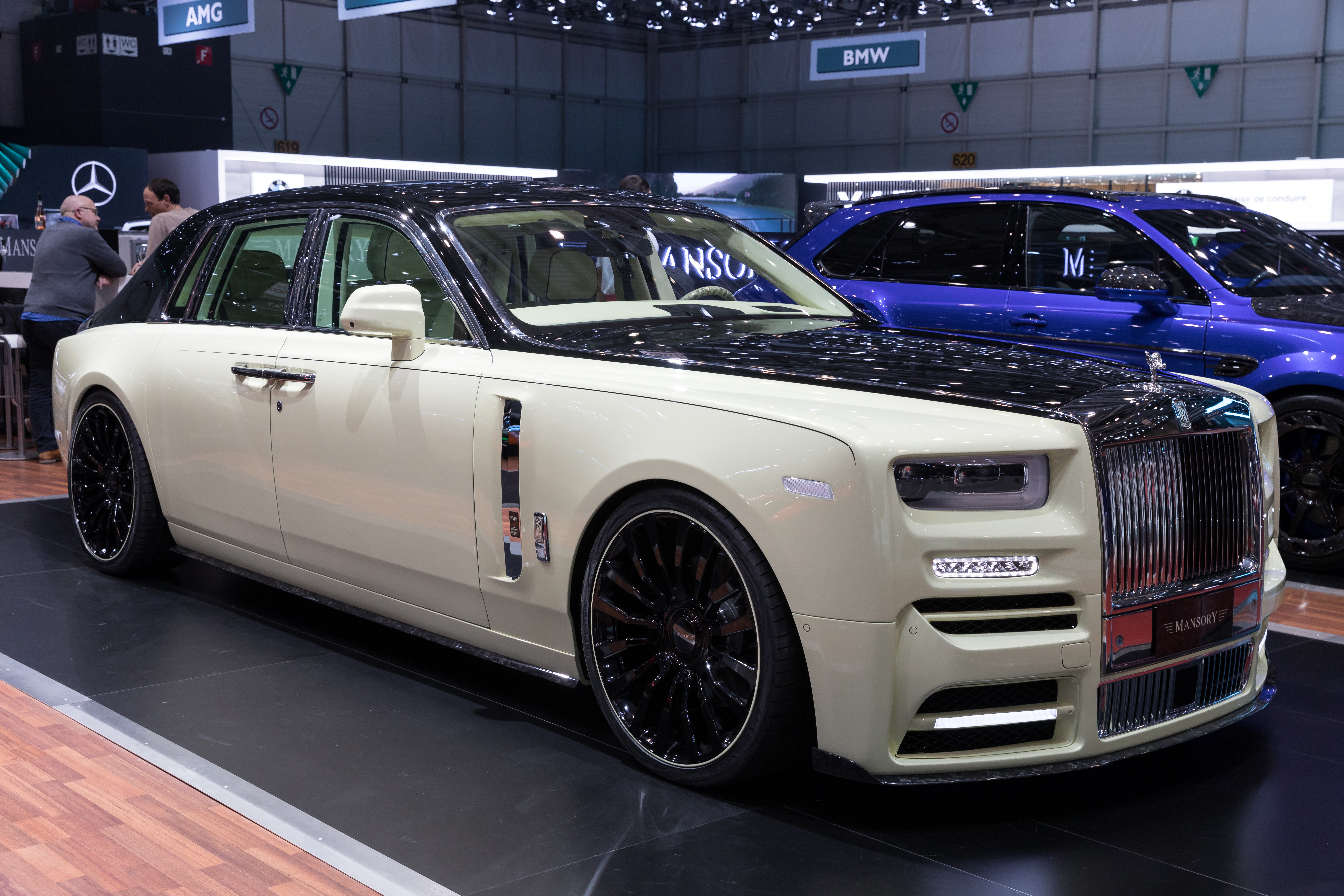
Rolls-Royce Phantom II Mansory

Rolls-Royce Phantom II został zaprezentowany po raz pierwszy w 2017 roku.
Zupełnie nowa, zbudowana od podstaw nowa generacja Phantoma zadebiutowała po wycofanym z produkcji pół roku wcześniej poprzedniku, który obecny był na rynku przez 14 lat. W stosunku do niego, nowy flagowy model Rolls-Royce'a przeszedł ewolucyjny kierunek zmian, zachowując charakterystyczne, masywne proporcje nadwozia opracowane przez szefa zespołu stylistów, Gilesa Taylora. Przód przyozdobiła większa niż dotychczas, masywna chromowana atrapa chłodnicy, wyposażona w chowaną figurkę Spirit of Ecstasy, nadwozie wzbogacono licznymi chromowanymi akcentami, alufelgi w standardowym wariancie powiększono do rozmiaru 22 cali. W przeciwieństwie do poprzednika, nowy Phantom wyposażony został w jednolite klosze reflektorów o większej powierzchni i nieregularnym, kanciasto-zaokrąglonym kształcie. Wykonane w technologii full LED lampy zapewniają optymalne oświetlenie otoczenia przed pojazdem w odległości sięgającej 600 metrów. Aluminiowy szkielet usztywniono o 30% względem dotychczas produkowanego modelu.
Kabina pasażerska została dopracowana pod kątem luksusu oraz komfortu, ponownie z naciskiem na drugi rząd siedzeń, do którego dostęp niezmiennie zapewniły otwierane pod wiatr drzwi tylne. Na oparciach przednich siedzeń umieszczono większe, wysuwane 12,3 calowe ekrany, z kolei w masywnym podłokietniku opcjonalnie rozdzielającym niezależne fotele umieszczono m.in. kieliszki do szampana. Drugi rząd siedzeń może przy tym utworzyć także jednoczęściowa kanapa. Typowe dla samochodu jest ogrzewanie licznych paneli, poczynając od foteli, podłokietników, na słupkach C kończąc.
Do napędu kolejnej generacji współczesnego Rolls-Royce'a Phantoma wykorzystany został kompleksowo zmodernizowany silnik stosowany w poprzednim wcieleniu w postaci 6,75-litrowego V12 o zwiększonej mocy 563 KM i zoptymalizowanej kulturze pracy współgrającej ze szczelnie wyciszonym wnętrzem za pomocą 130 materiałów w kabinie pasażerskiej. Silnik został sprzężony z nową, 8-stopniową automatyczną skrzynią biegów wyposażoną w inteligentne oprogramowanie współpracujące m.in. ze wskazaniami nawigacji GPS na temat stopnia nachylenia i wymaganego przez to oporu podczas jazdy. Samochód rozpędza się do 100 km/h w 5,4 sekundy i osiąga 900 Nm maksymalnego momentu obrotowego.

### Warianty
Rolls-Royce Phantom nowej generacji ponownie trafił do sprzedaży w dwóch wariantach wielkości nadwozia – klasycznym i przedłużonym, EWB. Tym razem wariant z powiększonym rozstawem osi i większą przestrzenią w tylnym rzędzie siedzeń zadebiutował równolegle, nie mierząc już jak poprzednik powyżej 6 metrów długości. Producent nie zdecydował się już na opracowanie wariantów coupe i kabriolet, poprzestając na klasycznej limuzynie.

### Sprzedaż
Podobnie jak inne modele Rolls-Royce'a, kolejna generacja Phantoma trafiła do produkcji w brytyjskich zakładach w Goodwood. Ręcznie składany samochód oferuje rozbudowane opcje personalizacji, które tym razem poszerzono o np. możliwość umieszczenia w kabinie pasażerskiej ozdobników z liniami papilarnymi właściciela. Oficjalna polska premiera modelu miała miejsce we wrześniu 2017 roku. Z ceną podstawowego wynoszącą w momencie debiutu 1,5 miliona złotych, Phantom stał się wówczas jednym z najdroższych nowych samochodów dostępnych oficjalnie na polskim rynku.

### Silnik
- V12 6,75 l DOHC 563 KM